# SNS REAAL

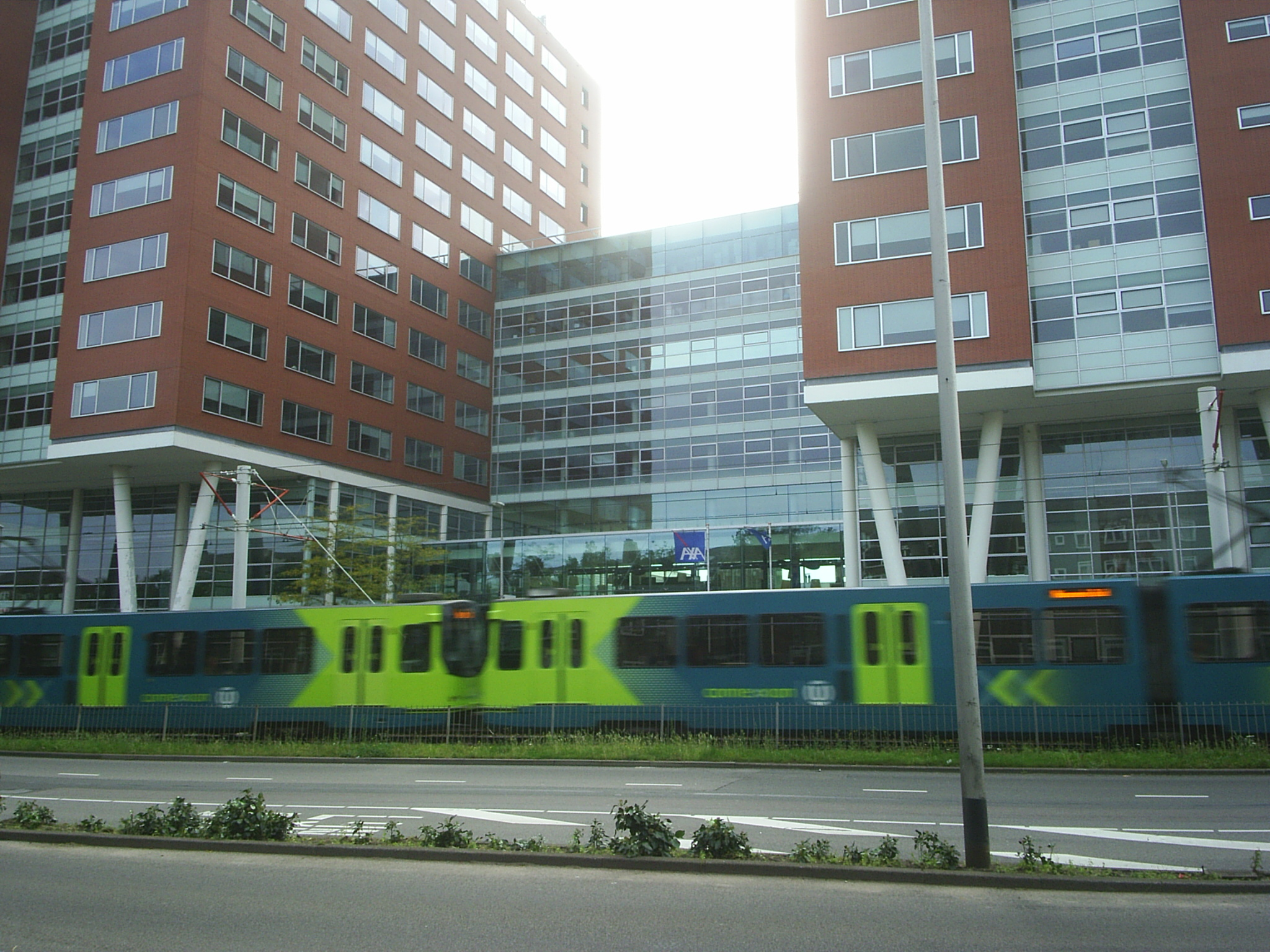
De voormalige Utrechtse vestiging van AXA Nederland

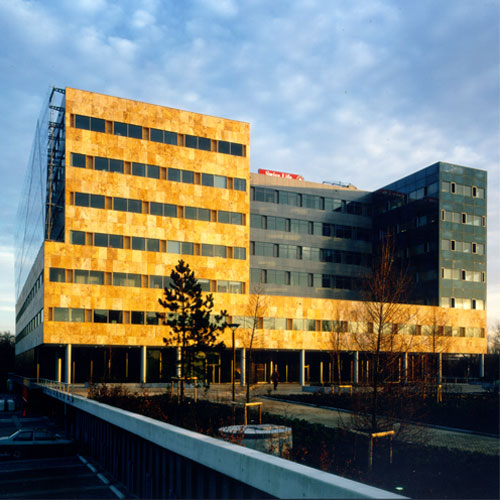
De Amstelveense vestiging van Zwitserleven

SNS REAAL was een Nederlandse financiële instelling op het gebied van verzekeren en bankieren die zich richtte op de particuliere markt en het midden- en kleinbedrijf. De dienstverlening aan particuliere en zakelijke relaties vond vooral plaats door SNS Bank (nu De Volksbank) en Reaal (later VIVAT).
SNS REAAL is op 1 februari 2013 genationaliseerd. Het ministerie van Financiën had een exitstrategie bepaald. Het vastgoed werd afgesplitst, verzekeraar Reaal werd verkocht aan het Chinese bedrijf Anbang Insurance Group en SNS Bank werd opnieuw naar de beurs gebracht. De holding SNS REAAL werd ontmanteld. Per 30 september 2015 werd SRH N.V. de nieuwe naam.

## Vroege geschiedenis
De geschiedenis van SNS gaat terug tot 1817. In dat jaar werd de eerste Nederlandse spaarbank opgericht als Nutsspaarbank. Sparen was toen vooral een middel om de zelfredzaamheid van Nederlanders te bevorderen. Die zelfredzaamheid staat ook nu nog centraal bij SNS.
De SNS heeft haar oorsprong in de vroege jaren van de twintigste eeuw, toen op lokaal niveau de eerste spaarbanken werden opgericht. Zij hadden over het algemeen meer sociale dan commerciële doelstellingen. De samenwerking tussen deze afzonderlijke plaatselijke en regionale banken werd met name vanaf de jaren zestig steeds hechter. In de eerste helft van de jaren zeventig van de twintigste eeuw zijn in een paar fusiegolven plaatselijke spaarbanken samengegaan in regionale spaarbanken. De SNS als organisatie begint in 1987 door een fusie van twee van deze regionale banken: de Gelders-Utrechtse Spaarbank en Spaarbank Limburg tot de Samenwerkende Nederlandse Spaarbanken (SNS). In 1990 sloten zich opnieuw enkele regionale banken aan bij de SNS. In de loop van de jaren negentig voegden nog enkele regionale banken en individuele leden van de Coöperatieve Vereniging voor Bondsspaarbanken zich bij de SNS.

## Fusie SNS en Reaal
De Reaal Groep is voortgekomen uit De Centrale Arbeidersverzekerings‑ en Depositobank (1904) en de Coöperatieve Levensverzekeringsmaatschappij Concordia (1907).
- De Centrale was oorspronkelijk een verzekeringsbedrijf dat zijn winsten besteedde aan het ‘langs wettige weg, politiek of cultureel sterker maken van de arbeidersklasse’. Ook de Hollandse Koopmansbank en de Algemene Spaarbank voor Nederland (ASN) maakten deel uit van De Centrale. De winstuitkeringen van De Centrale vloeiden in de vorm van kleine en grote schenkingen, of renteloze en hypothecaire leningen naar tal van organisaties en verenigingen.
- Concordia was een instelling van achtereenvolgens de Bond van Rooms-Katholieke Werkliedenverenigingen, de Katholieke Arbeidersbeweging en het Nederlands Katholiek Vakverbond (NKV). De Centrale was nauw gelieerd aan de sociaaldemocratische vakverenigingen en later het Nederlands Verbond van Vakverenigingen (NVV). Vanaf 1936 had De Centrale haar hoofdkantoor op de plek waar anno 2014 het Ministerie van Onderwijs, Cultuur en Wetenschap is gevestigd.

Eind jaren 80 besloten vijf bedrijven, De Centrale Verzekeringen, Concordia Verzekeringen, de Algemene Spaarbank voor Nederland, de Centrale Volksbank en de Hollandse Koopmansbank tot een vergaande samenwerking. Deze samenwerking resulteerde uiteindelijk in augustus 1990 in de vorming van de Reaal Groep. De Centrale Volksbank ging hierin echter niet mee en bleef zelfstandig. In 1992 werd de Centrale Volksbank een 100% dochteronderneming van SNS Bank.
Per mei 1997 besloten Reaal Groep N.V. en SNS Groep N.V. tot de vorming van SNS Reaal Groep. Tientallen fusies en overnames met andere spaarbanken, zoals RegioBank, en kleinere verzekeringsmaatschappijen, zoals NOG Verzekeringen, Proteq, Hooge Huys en Zurich Verzekeringen, maken deel uit van de ontstaansgeschiedenis, die hier niet allemaal worden genoemd.
SNS Bank was lange tijd onderdeel van SNS REAAL. In 1997 kocht de SNS Groep alle aandelen REAAL Groep van de vakbond FNV. Beide bedrijven gingen verder als SNS REAAL. SNS REAAL heeft sinds 18 mei 2006 een notering op de Euronext in Amsterdam. Ongeveer twee derde van de aandelen blijft in handen van een stichting. SNS REAAL concentreert zich volledig op de Nederlandse markt. SNS Bank onderscheidt zich door de focus op hypotheken en vermogensopbouw (sparen en beleggen) voor particulieren en het midden- en kleinbedrijf (MKB). Dit maakt SNS Bank bij uitstek een retailbank.

## Groei en beursgang
Op 11 december 2002 werd Sjoerd van Keulen benoemd tot voorzitter van de raad van bestuur van SNS Reaal en Ronald Latenstein van Voorst werd benoemd tot financieel directeur. Zij kwamen met een ambitieus programma voor groei door meer kantoren te openen en door middel van acquisities. Om grote overnames te doen was toegang tot de kapitaalmarkt noodzakelijk. 
SNS REAAL had van 18 mei 2006 tot 1 februari 2013 een notering op de Euronext in Amsterdam. De "Stichting Beheer SNS REAAL" verkocht een deel van haar belang in het bedrijf, maar hield een meerderheidsbelang. De beursgang leverde in totaal 1,368 miljard euro op. Die opbrengst werd voor 416 miljoen euro aangewend voor algemene bedrijfsdoeleinden en de financiering van acquisities. De overige 952 miljoen euro kwam ten goede aan de Stichting Beheer SNS Reaal. Door de nationalisatie van de bank (zie onder) werd de bank per februari 2013 weer van de beurs gehaald, waarbij de aandeelhouders door de Nederlandse staat werden onteigend.
SNS REAAL heeft met de opbrengst van de beursgang in 2006 en 2007 diverse grote acquisities gedaan.

### Bouwfonds Property Finance
In de zomer van 2006 werd Bouwfonds Property Finance (BPF) overgenomen, dat als financieringstak deel uitmaakte van N.V. Bouwfonds Nederlandse Gemeenten, een voormalig semioverheidsbedrijf dat zich voornamelijk richtte op koopwoningen en hypotheken. Het Bouwfonds was in 2005 volledig verzelfstandigd, doordat de laatste gemeenten hun aandelen verkochten aan de nieuwe eigenaar ABN AMRO. In 2005 realiseerde BPF een nettowinst van € 87 miljoen. Na de overname ging het onderdeel verder onder de naam SNS Property Finance. ABN AMRO had een groot deel van haar dubieuze klanten eerst ondergebracht bij deze nieuwe aankoop. Verkoper ABN AMRO ontving voor deze activiteit € 810 miljoen. SNS REAAL versterkte op deze wijze haar positie in het midden- en kleinbedrijf en verminderde de afhankelijkheid van de hypotheekmarkt. Ultimo 2006 bedroeg de kredietportefeuille van SNS Property Finance € 8,8 miljard waarvan 77% in Nederland was uitgezet.
Marius Menkveld werd directeur van deze nieuwe activiteit. Hij kreeg de aanvankelijk de opdracht mee het personeel te behouden, maar al snel werden ambitieuze groeidoelstellingen benoemd, vooral buiten Nederland. Om de doelstellingen te behalen leende SNS Property Finance geld uit aan onroerend goedbedrijven tegen gunstiger condities dan de concurrentie. Nieuwe leningen werden goedgekeurd door de kredietcommissie al waren de dossiers niet compleet. SNS Property Finance trad ook op als mede eigenaar in vastgoed projecten. Zolang de vastgoedmarkt goed was leverde dit een goed resultaat op, maar in 2008 begon de markt te verslechteren en werden de risico's zichtbaar.
De aankoop pakte na een goede start uiteindelijk desastreus uit voor SNS REAAL. Door de afschrijvingen op het vastgoed leidde de aankoop uiteindelijk tot de gedwongen nationalisatie van SNS REAAL op 1 februari 2013, omdat onduidelijk was hoeveel er in de toekomst nog extra moest worden afgeschreven. De berekeningen varieerden tussen de 1,4 en 3,4 miljard euro. De bank baseerde zich op het rapport van Ernst & Young, de overheid op dat van Cushman & Wakefield. De Vereniging van Effectenbezitters noemde de aankoop op 17 februari 2022 bij de Ondernemingskamer een nucleaire bom die de bank-verzekeraar heeft verwoest. Eerder had een onderzoekscommissie in de zomer van 2021 de aankoop al de oorzaak van de nationalisatie genoemd.

### AXA
In 2007 werden de Nederlandse activiteiten van de Franse verzekeringsgroep AXA overgenomen voor een bedrag van € 1,75 miljard. Dit werd deels gefinancierd met de uitgifte van nieuwe aandelen. Na deze overname was SNS REAAL de vijfde speler op de Nederlandse verzekeringsmarkt. Alleen Eureko, ING, Fortis en Aviva hadden een groter marktaandeel. Door de overname steeg het marktaandeel op basis van het premie-inkomen tot boven de 9%.

### Regio Bank
Op 1 juli 2007 werd Regio Bank van ING Bank officieel overgenomen door SNS REAAL. Regio Bank ging sindsdien samen verder met een ander label van SNS REAAL, CVB Bank, onder de naam SNS Regio Bank. Vanaf 1 december 2010 wordt de naam RegioBank gebruikt.

### Zwitserleven
In november 2007 kwamen de Nederlandse en Belgische activiteiten van Zwitserleven bij SNS REAAL. SNS REAAL werd hiermee de tweede pensioen- en levensverzekeraar in Nederland. Winterthur, AXA en de pensioen- en levenproducten van SNS REAAL zijn doorgegaan onder de naam Zwitserleven. SNS REAAL betaalde ruim € 1,5 miljard, dat was bijna 17 keer de jaarwinst voor de overname.

## Financiële resultaten
In 2007 liet de onderneming voor het vijfde achtereenvolgende jaar winstgroei zien. Dit was het resultaat van een verbetering in de bestaande activiteiten, maar ook als gevolg van de acquisities.
In 2008 brak de kredietcrisis uit; zij leed mede daardoor een zwaar verlies van € 504 miljoen. Door de scherpe daling van, onder andere, de aandelenkoersen was er sprake van een bijzonder verlies van ruim € 0,7 miljard bij de verzekeringsactiviteiten. Zonder bijzondere lasten zou de winst over 2008 € 307 miljoen zijn geweest. In 2009 trad herstel op, de verliezen op de aandelenposities in 2008 verdampten door de stijging van de koersen, maar de problemen bij de vastgoedactiviteiten werden zichtbaar. Bij SNS Property Finance werd het resultaat gedrukt door bijzondere waardevermindering op goodwill en leningen van in totaal € 0,5 miljard in 2009 gevolgd door € 0,8 miljard in 2010 en ten slotte € 0,25 miljard in 2011.
In de onderstaande tabel zijn de nettoresultaten van de diverse bedrijfsonderdelen opgenomen. Het kernbedrijf, bank en verzekeraar, waren winstgevend, met het jaar 2008 als uitzondering. In 2013 leed Verzekeringen ook een groot verlies door bijzondere afschrijvingen, wordt hiervoor gecorrigeerd dan resteerde een winst van € 124 miljoen. De grote verliezen van SNS Property Finance drukken vanaf 2012 extra zwaar op het totale resultaat van SNS REAAL.
| Jaar | Bank- activiteiten | Verzekeringen | Holding- kosten | Subtotaal | Property Finance | Totaal resultaat | Balanstotaal | Werknemers (in fte) |
| ---- | ------------------ | ------------- | --------------- | --------- | ---------------- | ---------------- | ------------ | ------------------- |
| 2005 | € 204              | € 140         | € −21           |           |                  | € 323            | € 68.088     |                     |
| 2006 | € 214              | € 170         | € −13           |           |                  | € 371            | € 79.742     |                     |
| 2007 | € 186              | € 205         | € −12           | € 379     | € 86             | € 465            | € 103.074    | 6713                |
| 2008 | € 116              | € −550        | € −98           | € −532    | € 28             | € −504           | € 125.359    | 7535                |
| 2009 | € 120              | € 196         | € −80           | € 236     | € −219           | € 17             | € 128.900    | 7520                |
| 2010 | € 212              | € 242         | € −71           | € 383     | € −643           | € −260           | € 127.713    | 7113                |
| 2011 | € 262              | € 166         | € −93           | € 335     | € −248           | € 87             | € 132.174    | 6928                |
| 2012 | € 88               | € −147        | € −100          | € −159    | € −813           | € −972           | € 133.641    | 6724                |
| 2013 | € 190              | € −623        | € 19            | € −414    | € −1536          | € −1950          | € 124.785    | 6379                |
| 2014 | € 151              | € −605        | € −52           | € −712    | € 0              | € −712           | € 124.806    | 6368                |

De financiële problemen dwongen het bedrijf alle activiteiten door te lichten en met kostenreductieprogramma's te komen, waarbij ook veel banen werden geschrapt.

## Kapitaalinjecties
Als direct gevolg van de kredietcrisis ontving SNS REAAL € 750 miljoen van de overheid in november 2008. De overheid ontving hiervoor in ruil speciale effecten op basis van een koers van € 5,25 per stuk, onder de standaardvoorwaarden. Ook ontving SNS REAAL € 500 miljoen van Stichting Beheer SNS REAAL onder gunstigere voorwaarden. EU-commissaris Neelie Kroes keurde op 28 januari 2010 de staatssteun goed. In december 2009 werd € 185 miljoen terugbetaald aan de Nederlandse staat en € 65 miljoen aan de Stichting Beheer SNS REAAL. SNS REAAL heeft het recht de speciale effecten om te zetten in gewone aandelen na 31 januari 2012, maar dit geldt niet voor het kernkapitaal verstrekt door Stichting.
De financiële problemen dwongen het bedrijf alle activiteiten door te lichten en met kostenreductieprogramma's te komen, waarbij ook veel banen werden geschrapt.

## Nationalisatie
SNS REAAL kon echter alleen uit het moeras getrokken worden waarin het was beland door SNS Property Finance, middels een nationalisatie door de staat. Daarna konden de noodzakelijke grote afwaarderingen plaatsvinden in dit vastgoedonderdeel zonder terminale gevolgen. De daling van het balanstotaal per eind 2013 ten opzichte van het jaar ervoor is vooral veroorzaakt door het isoleren van Property Finance, waardoor zo'n € 7 miljard aan activa van de balans verdween.
SNS REAAL is op 1 februari 2013 genationaliseerd. Op 15 februari boog de Raad van State zich over de rechtmatigheid van dit overheidsingrijpen en besloot deze op 25 februari grotendeels in stand te houden. Op 27 maart 2013 verdween SNS REAAL definitief van de beurs. Per 30 september 2015 waren alle aandelen SNS Holding over gedragen aan NL financial investments (NLFI) waarmee de nationalisatie voltooid was. De naam werd per die datum gewijzigd in SRH NV.

### Aanloop
Bij het bestuur van SNS REAAL waren de problemen met het vastgoed bekend en zij werkten aan een reductie van de portefeuille. In 2010 begon De Nederlandsche Bank (DNB) zich intensiever met dit probleem te bemoeien. SNS REAAL huurde in het voorjaar, op advies van DNB, accountantskantoor Ernst & Young in om de internationale vastgoedportefeuille door te lichten. E&Y adviseerde om € 1,2 miljard af te boeken op het vastgoed, SNS REAAL volgde het advies deels en schreef in 2010 zo’n € 610 miljoen af op de internationale vastgoedportefeuille. Op 8 december 2011 maakte de European Banking Authority bekend dat SNS opnieuw € 159 miljoen nieuw kapitaal moet ophalen.
De nieuwe directeur toezicht bij DNB, Jan Sijbrand, gaf in een interview in februari 2012 aan dat de vastgoedsector de derde financiële crisis dreigt te veroorzaken. Hij wil zo snel mogelijk tot 'juiste' waarderingen komen voor het commerciële vastgoed. Sijbrand maakt zich vooral zorgen over SNS REAAL en schrijft in april 2012 een brief aan het ministerie van Financiën. Hierin adviseert hij een conceptbesluit voor de nationalisering van SNS REAAL voor te bereiden.
In mei 2012 komen DNB en de drie grote Nederlandse banken bij elkaar. DNB wil de banken overreden SNS REAAL gezamenlijk over te nemen. Ze kunnen of willen hieraan niet meewerken, de ING en ABN AMRO mogen immers geen overnames doen van de Europese Commissie omdat zij staatssteun hebben ontvangen. De Rabobank was druk met de redding en integratie van de Friesland Bank. Diverse andere opties passeren de revue waaronder de verkoop van de verzekeringsactiviteiten aan ASR Nederland en de participatie van private-equity partij CVC, maar ook deze worden niet gerealiseerd. Tegen het eind van het jaar komt een rapport uit van vastgoedexpert Cushman & Wakefield. In dit rapport schrijft de expert dat de vastgoedporteuille van Property Finance ruim 2 miljard euro minder waard is dan in de boeken van SNS REAAL staat. SNS REAAL protesteerde, maar de bezwaren worden afgewezen en DNB eist dat SNS REAAL € 1,9 miljard nieuw kapitaal aantrekt voor 31 januari 2013. Het ministerie van Financiën trof ondertussen voorbereidingen, op 16 januari 2013 vertelde minister Dijsselbloem dat de drie grootbanken in totaal een miljard euro moeten betalen voor de aankomende redding, lees nationalisatie, van SNS REAAL.
Begin 2013 werd nog een reddingsplan gemaakt voor SNS REAAL, maar het plan van CVC werd door het ministerie van Financiën als volstrekt onvoldoende terzijde geschoven, omdat CVC zeer hoge eisen had, maar veel te weinig kapitaal wilde inbrengen.

### Nationalisatie
Met het wegvallen van deze optie stelde de overheid in januari 2013 vast dat SNS Property Finance haar verplichtingen niet zou kunnen nakomen. SNS Bank had zich door een zogenaamde 403-verklaring (een verklaring als bedoeld in artikel 2:403 BW) garant gesteld voor de verplichtingen van het vastgoedbedrijf, waardoor het probleem zich vertaalde in een solvabiliteitstekort bij SNS Bank. Het zou niet langer verantwoord zijn dat SNS Bank zou doorgaan het bankbedrijf uit te oefenen en (spaar)gelden aan te trekken van het publiek. Indien SNS Bank het bankbedrijf zou staken, zou een faillissement het gevolg zijn, omdat haar activa onvoldoende zijn om alle schulden te betalen. De dochterondernemingen ASN Bank en RegioBank zouden in een faillissement van SNS Bank worden meegesleurd. Op basis van het depositogarantiestelsel zou ruim € 35 miljard aan de rekeninghouders van SNS Bank, ASN Bank en RegioBank moeten worden uitgekeerd, waarvan naar schatting € 30 miljard gedekt zou zijn door de bezittingen. Het tekort van € 5 miljard zou moeten worden opgebracht door de overige banken, maar met langdurige en grote onzekerheid over de hoogte van het bedrag, met ernstige gevolgen voor die banken, en daarmee voor het vertrouwen in hen. Bij een faillissement van alleen de holding SNS REAAL zou ook het vertrouwen in andere Nederlandse financiële instellingen onder druk komen te staan.
Minister Dijsselbloem maakte op 1 februari 2013 het besluit bekend tot onteigening van effecten en vermogensbestanddelen SNS REAAL en SNS Bank op basis van de Interventiewet, in verband met de stabiliteit van het financiële stelsel. Het bedrijf werd dus genationaliseerd middels een dwingend bod van 0 euro per aandeel aan de zittende aandeelhouders. De Staat heeft de bank voor € 3,7 miljard in eigen bezit gekregen, op basis van berekeningen van DNB. Dat bedrag is opgebouwd uit een kapitaalinjectie van € 2,2 miljard, een afschrijving van € 0,8 miljard van de eerdere Staatssteun aan SNS REAAL en € 0,7 miljard om de problematische vastgoedportefeuille te kunnen isoleren. Daarnaast verschaft de Staat € 1,1 miljard aan overbruggingskrediet en € 5 miljard aan garanties. Op 8 maart 2013 hield de Tweede Kamer een hoorzitting.
 De conclusie was daar dat nationalisatie onvermijdelijk was.
Op 1 februari 2013 traden twee leden van de Raad van Bestuur van SNS REAAL, namelijk de CEO, Ronald Latenstein van Voorst en CFRO, Ference Lamp, alsmede de voorzitter van de Raad van Commissarissen, Rob Zwartendijk af. Gerard van Olphen werd door Dijsselbloem benoemd als de nieuwe bestuursvoorzitter. Op zijn jaarsalaris van 550.000 euro kwam veel commentaar van onder andere de SP, PVV en de vakbonden. Dijsselbloem verdedigde het loon met de opmerking dat "… een bank is geen publieke sector" en "we moeten alles doen om de staatssteun van € 3,7 miljard terug te krijgen. Daar heb ik een vakman voor nodig, en Van Olphen is dat". Verder vond hij de toon van het debat niet gepast en dat er bijna sprake was van een heksenjacht.
Alle aandelen van beleggers werden onteigend. Ook verloren de vorderingen van achtergestelde crediteuren, in totaal € 1 miljard, volledig hun waarde. Minister Dijsselbloem meende dat gezien het bovenstaande de waarde van de onteigende effecten en vermogensbestanddelen van SNS REAAL en SNS Bank nihil was, en verzocht de Ondernemingskamer de schadeloosstelling dienovereenkomstig vast te stellen. Bij de onderhandse leningen was de juridische vormgeving afwijkend: niet de vorderingen maar de schulden werden onteigend. Deze werden overgeheveld naar de opgerichte Stichting Afwikkeling Onderhandse Schulden SNS REAAL, waarbij deze uiteindelijk door faillissement van de stichting vervallen.
Overwogen is om ook gewone obligatiehouders een deel van de schade te laten dragen, maar hier is van afgezien om de obligatierente voor andere banken niet te laten stijgen. Tegoeden op betaal- en spaarrekeningen worden ook niet aangetast, en de bank kan wat die betreft nog gewoon voldoen aan haar verplichtingen; inwerkingtreding van het depositogarantiestelsel is dus niet aan de orde. Tegenover dit voordeel voor de overige banken wordt de banken (incl. SNS Bank zelf) in 2014 een eenmalige zogenaamde resolutieheffing opgelegd van in totaal € 1 miljard.
Op 19 december 2013 gaf de Europese Commissie goedkeuring aan het ingediende herstructureringsplan voor SNS REAAL. Het ministerie van Financiën heeft niet de ambitie de onderdelen te behouden. Het plan voorziet in de splitsing van de bank- en verzekeringsactiviteiten waardoor beide onderdelen – op termijn - los van elkaar kunnen worden verkocht. Property Finance wordt afgesplitst en ondergebracht in een aparte entiteit waarna de vastgoedleningen worden afgewikkeld. De holding wordt zo snel als mogelijk ontbonden. Met de verkoopopbrengst van Reaal zal de double leverage van SNS REAAL reduceren.
De herstructureringsperiode eindigt in 2017. Tot de einddatum mag SNS REAAL van de Commissie geen materiële overnames doen, is het verboden het staatseigendom te gebruiken in reclame-uitingen en mag het niet weer actief worden in de markt voor commercieel vastgoed. Het acquisitieverbod is niet van toepassing op een mogelijke koper van Reaal.

### Onderzoek door Hoekstra en Frijns
Dijsselbloem gaf op 5 maart 2013 twee onafhankelijke deskundigen, Rein Jan Hoekstra en Jean Frijns, opdracht onderzoek te gaan doen naar de rol van het ministerie van Financiën en De Nederlandsche Bank (DNB) bij de nationalisatie van SNS REAAL. Bekeken moest worden of de partijen op tijd en op de juiste manier in actie zijn gekomen. Ook de samenwerking tussen Financiën en DNB werd onder de loep genomen. Op 23 januari 2014 werd het rapport van de Evaluatiecommissie Nationalisatie SNS Reaal aangeboden. Beide partijen hebben in de jaren voorafgaand aan de nationalisatie van SNS REAAL gefaald volgens de commissie.

### Procedures aandeel- en obligatiehouders
Procedures zijn gestart door onder meer de Vereniging van Effectenbezitters (VEB) en de nieuwe door Frans Faas opgerichte Stichting Obligatiehouders SNS. Daarnaast wil de VEB dat de Ondernemingskamer mogelijk wanbeleid onderzoekt van SNS REAAL, zodat voormalige aandeelhouders schadevergoeding kunnen eisen van voormalige SNS-bestuurders en -commissarissen. Omdat die procedure formeel alleen kan worden gestart door aandeelhouders, heeft de VEB in een brief Dijsselbloem gevraagd deze ‘juridische complicatie’ uit de weg te ruimen. De voormalige houders van SNS Participatie Certificaten (serie 3) kregen een compensatievoorstel van SNS Bank omdat in het verleden mogelijk onjuist is gehandeld bij het aanbieden en/of adviseren van deze certificaten. Ze kregen het nominale bedrag terug, plus de rente die daarover zou zijn betaald als het een Nederlandse staatsobligatie was geweest, verminderd met de ontvangen rente.
Diverse partijen zijn bij de Raad van State in beroep gaan tegen het onteigeningsbesluit van de Nederlandse staat. Op 25 februari 2013 keurde de Raad van State de onteigening grotendeels echter goed. Investeerders in SNS verloren in totaal zo’n € 240 miljoen aandeelhouderswaarde en voor een nominale waarde van € 1,7 miljard aan achtergestelde obligaties en tot slot werd ruim € 220 miljoen aan achtergestelde leningen onteigend. Door vele appellanten is betoogd dat passiva van een onderneming, zoals schulden, zich naar hun aard niet voor onteigening lenen, althans dat artikel 6:2 van de Wft daarin niet voorziet. Artikel 6:2 bepaalt echter dat onder meer onteigend kunnen worden ‘vermogensbestanddelen van de betrokken onderneming’ en de Raad oordeelt daarom dat ook passiva kunnen worden onteigend. De Raad heeft echter voor de onteigende partijen, of jegens voormalige houders van de onteigende effecten, de mogelijkheid geopend om een claim tegen SNS REAAL in te dienen wegens wanbeleid.
Nu het onteigeningsbesluit in stand bleef, wilden diverse partijen op 22 april 2013 bij de Ondernemingskamer dat deze een schadeloosstelling groter dan nul vaststelt. De advocaat stelde dat de Staat als grootste schuldeiser nooit het faillissement zou hebben aangevraagd. Op 11 juli 2013 oordeelde de Ondernemingskamer dat de schadeloosstelling hoger dan nul moet zijn. Deskundigen moeten zich nu over de zaak buigen. De Staat ging in oktober 2013 in beroep bij de Hoge Raad. Op 20 maart 2015 wees de Hoge Raad de zaak terug naar de Ondernemingskamer ter afhandeling van de schadeloosstelling. De Ondernemingskamer stelde op 26 februari 2016 drie deskundigen aan om de waarde van het aandeel te bepalen.
Op 11 februari 2021 kwam de uitspraak van de Ondernemingskamer. Zij besloot dat de houders van achtergestelde obligaties een groot deel van hun vordering ontvangen, maar de onteigende aandeelhouders ontvangen niets. De totale schadeloosstelling is vastgesteld op € 804 miljoen. Aanvankelijk had de minister van Financiën een schadeloosstelling aangeboden van nul euro, maar tijdens de procedure heeft de minister een maximum genoemd van € 300 miljoen. De Ondernemingskamer kwam dus fors hoger uit en hier bovenop komt nog de wettelijke rente vanaf 1 februari 2013 tot aan de datum van de betaling. Op 21 maart 2023 besloot de Hoge Raad definitief dat de Nederlandse staat € 804 miljoen plus rente moet betalen aan SNS-obligatiehouders. In 2023 zijn ruim 5000 aanvragen voor schadevergoeding beoordeeld, waarvan 99% is gehonoreerd. Op zo'n 7% na is de schadeloosstelling uitgekeerd. Dit resterende deel wordt apart gezet en nog gedurende 20 jaar kunnen aanvragen voor schadevergoedingen worden ingediend.
Tevens willen de onteigende aandeelhouders schade verhalen bij de bank en haar bestuurders wegens wanbeleid. Bank en regering oordelen dat onteigende aandeelhouders geen aandeelhouders zijn en dus geen claim kunnen indienen. In deze principiële zaak heeft de Hoge Raad in 2016 besloten dat de beleggers een verzoek om onderzoek mochten indienen. Medio 2018 begon de Ondernemingskamer het gerechtelijk onderzoek naar mogelijk wanbeleid bij SNS REAAL tussen 2006 en 2013. In juli 2021 werd het rapport gepubliceerd. In haar beschikking van 30 november 2022 stelt de Ondernemingskamer vast dat geen sprake was van wanbeleid. Door bestuurders en commissarissen van SNS REAAL zijn gemaakte fouten gemaakt, maar dit zijn beleids- of inschattingsfouten waarbij niet in strijd is gehandeld met de elementaire beginselen van verantwoord ondernemerschap.

## Herstructureringsplan en exitstrategie Staat
Het ministerie van Financiën heeft een exitstrategie bepaald. Het vastgoed is afgesplitst, in juli 2015 werd verzekeraar Reaal verkocht aan het Chinese bedrijf Anbang Insurance Group en SNS Bank wordt opnieuw naar de beurs gebracht.

### SNS Bank (nu De Volksbank)
Voor SNS Bank werden de verschillende verkoopopties verder onderzocht en het NLFI kwam in juni 2014 met een advies voor de privatisering van SNS Bank. Als een tussenstap kwamen op 30 september 2015 de aandelen van SNS Bank in handen van NL Financial Investments (NLFI). SNS REAAL verkocht de aandelen SNS Bank. NLFI had de marktwaarde van SNS Bank laten taxeren en deze kwam uit op 2,5-2,9 miljard euro. Op basis hiervan is de koopprijs vastgesteld op 2,7 miljard euro. De holding SNS REAAL wordt opgeheven. SNS REAAL zal de resterende activa verkopen, en na aftrek van de schulden het restant van circa 1,9 miljard euro aan de Staat uitkeren.

### Reaal (nu VIVAT)
Voor de verzekeringssector wordt een consolidatieslag verwacht door de krimpende markt en de synergie- en schaalvoordelen bij fusies en overnames. Reaal kan volgens het advies van de NLFI hierbij een rol spelen als onderdeel bij een groter geheel waardoor de overheid op zoek ging naar een koper. Op 16 februari 2015 werd bekend dat SNS REAAL een voorwaardelijke overeenkomst heeft gesloten voor de verkoop van Reaal N.V. (VIVAT Verzekeringen) aan de Chinese verzekeraar Anbang Insurance Group. Uiteindelijk werd de verkoop in juli 2015 afgerond op 1 euro, waarmee het verlies voor SNS REAAL 150 miljoen euro hoger uitkwam.

### Property Finance (nu Propertize)
In 2014 zijn alle aandelen van Property Finance ondergebracht bij NLFI. Property Finance is herdoopt in Propertize en apart gezet van SNS REAAL. Het bedrijf met bijna 200 medewerkers moet in 10 jaar tegen de hoogst mogelijke opbrengst worden leegverkocht. Bij de start van Propertize was de waarde van het verleende krediet € 4,8 miljard. De grootste claim van Propertize is 130 miljoen euro jegens projectontwikkelaar Ronald Ras. Op 16 oktober 2015 maakte de Staat bekend het bedrijf te gaan verkopen. In december 2015 ging deze verkoop daadwerkelijk van start. De totale schulden van Propertize bedroegen per jaarultimo 2015 € 2,6 miljard. De Nederlandse staat is de grootste schuldeiser en de koper moet deze schuld direct aflossen. In het jaar werd voor € 1,5 miljard aan vastgoed afgestoten. Propertize realiseerde een winst van € 46 miljoen in 2015, na een verlies van € 49 miljoen het jaar ervoor.
De Nederlandse Staat heeft einde juni 2016 een deal gesloten met Lone Star Funds voor de verkoop van Propertize. De Amerikaanse private equityonderneming neemt, met haar partner J.P. Morgan, Propertize over voor € 895 miljoen. Lone Star neemt hiermee alle rechten en verplichtingen van Propertize over. De koper betaalt ook de leningen terug die door de Staat zijn verstrekt waarmee ook de staatsgarantie voor het vastgoedbedrijf komt te vervallen. De verkoop van Propertize is op 27 september 2016 afgerond.
Het Openbaar Ministerie maakte op 3 november 2015 bekend dat het tien verdachten van fraude bij Property Finance voor de rechter zal brengen. Met vijf verdachten trof het OM zelf schikkingen. Op 22 maart 2016 begon het strafproces tegen ex-SNS-directeur Buck Groenhof en zijn medeverdachten. Op 20 mei 2016 veroordeelde de rechtbank in Utrecht Groenhof tot een celstraf van 18 maanden, waarvan 6 maanden voorwaardelijk. Hij werd schuldig geacht aan het deelnemen aan een criminele organisatie, omkoping, witwassen en valsheid in geschrifte. Het OM had vier jaar cel geëist. Een andere verdachte kreeg 15 maanden celstraf, waarvan 5 voorwaardelijk, en zeven anderen kregen bijna allemaal een taakstraf. Naast de celstraffen moeten de verdachten boetes betalen van € 5000 tot € 50.000. Juni 2018 verdubbelt het gerechtshof te Arnhem de straf van de hoofdverdachte.

## Spelling
De officiële spelling van het bedrijf is SNS REAAL met hoofdletters. In de media hanteert men de schrijfwijze met minder hoofdletters, namelijk SNS Reaal.